# Cucullia chrysanthemi
Cucullia chrysanthemi är en fjärilsart som beskrevs av Jacob Hübner 1822. Cucullia chrysanthemi ingår i släktet Cucullia och familjen nattflyn. Inga underarter finns listade i Catalogue of Life.